# ドニプロペトロウシク (フリゲート)
U134 ドニプロペトロウシク(ウクライナ語:U134 Дніпропетровськ)は、ウクライナ海軍のフリゲート(фрегатフレハート)である。ウクライナでは警備艦(сторожовий корабельストロジョヴィーイ・コラーベリ)とも呼ばれる。艦名は、ドニプロー川流域にある南ウクライナ(新ロシア)の大都市ドニプロペトロウシクに由来する。ロシア語名ではドネプロペトロフスク(Днепропетровскドニプロピトローフスク)。
元はソ連時代に建造された1135型警備艦の16番艦ベズザトヴェートヌィイ(ロシア語:Беззаветныйビザヴィェートヌィイ:形容詞「献身的な」の意味)で、ウクライナ海軍への譲渡に際して改名された。

## 概要
警備艦ベズザトヴェートヌィイは、1973年6月4日にソ連海軍の艦艇リストへ加えられた。1976年5月28日に1135級の一艦としてケールチュの「ザリーフ」(入江)第14工場で起工、1977年5月7日に進水し、同年12月30日にソ連海軍の戦列に加入、1978年2月17日にセヴァストーポリを母港とする黒海艦隊に編入された。
冷戦時代には、1979年にブルガリアのヴァルナ、1987年にトルコのイスタンブールへ寄港した。また、1988年にベズザトヴェートヌィイとアメリカ海軍のタイコンデロガ級ミサイル巡洋艦ヨークタウン及びスプルーアンス級駆逐艦カロンとの「接近」事件が発生した。
1997年7月14日退役したが、同年8月1日ウクライナ海軍へ編入、ドニプロペトロウシクと改称され、艦番号はU134とされた。その後、1997年9月8日にロシア連邦海軍から除籍された。
ウクライナ海軍に編入されたものの、行動可能状態に復す事は無く、2004年4月には除籍され、翌2005年3月26日、セヴァストーポリ沖に曳航され、海没処分された。